# Audi Typ A
Der Audi Typ A ist der erste Pkw von Audi.

## Beschreibung
Die Audi Automobilwerke GmbH Zwickau brachte das Modell nach ihrer Umfirmierung von August Horch Automobilwerke GmbH 1910 heraus. Die Produktion lief bis 1912. Das Fahrzeug gilt damit als ältester bekannter Audi-Pkw.
Insgesamt wurden 140 Fahrzeuge produziert, sein Markteinführungspreis betrug 8500 Reichsmark. Bereits 1911 kam der Nachfolger Audi Typ B heraus.

## Technische Daten
Das Fahrzeug hatte einen Vierzylinder-Viertakt-Ottomotor in Reihenbauweise. Der Motor mit 2612 cm³ Hubraum war vorn eingebaut. Er leistete 22 PS (16,2 kW). Die Zylinder hatten eine Bohrung von 80 mm und einen Hub von 130 mm. Über ein Vierganggetriebe und eine Kardanwelle wurden die Hinterräder angetrieben. Der Wagen war als Sportphaeton lieferbar.
Die Höchstgeschwindigkeit wurde mit 70 km/h angegeben. Das Fahrgestell (ohne Karosserieaufbau) wog 830 kg. Der Radstand betrug 2900 mm, die Spurweite 1300 mm vorn und hinten.